# بلند (ویرجینیا)
بلند (به انگلیسی: Bland) یک منطقهٔ مسکونی در ایالات متحده آمریکا است که در شهرستان بلاند، ویرجینیا واقع شده‌است. بلند ۴۰۹ نفر جمعیت دارد و ۷۴۳٫۱۱ متر بالاتر از سطح دریا واقع شده‌است.